# Festival de la Canción de Eurovisión 1958

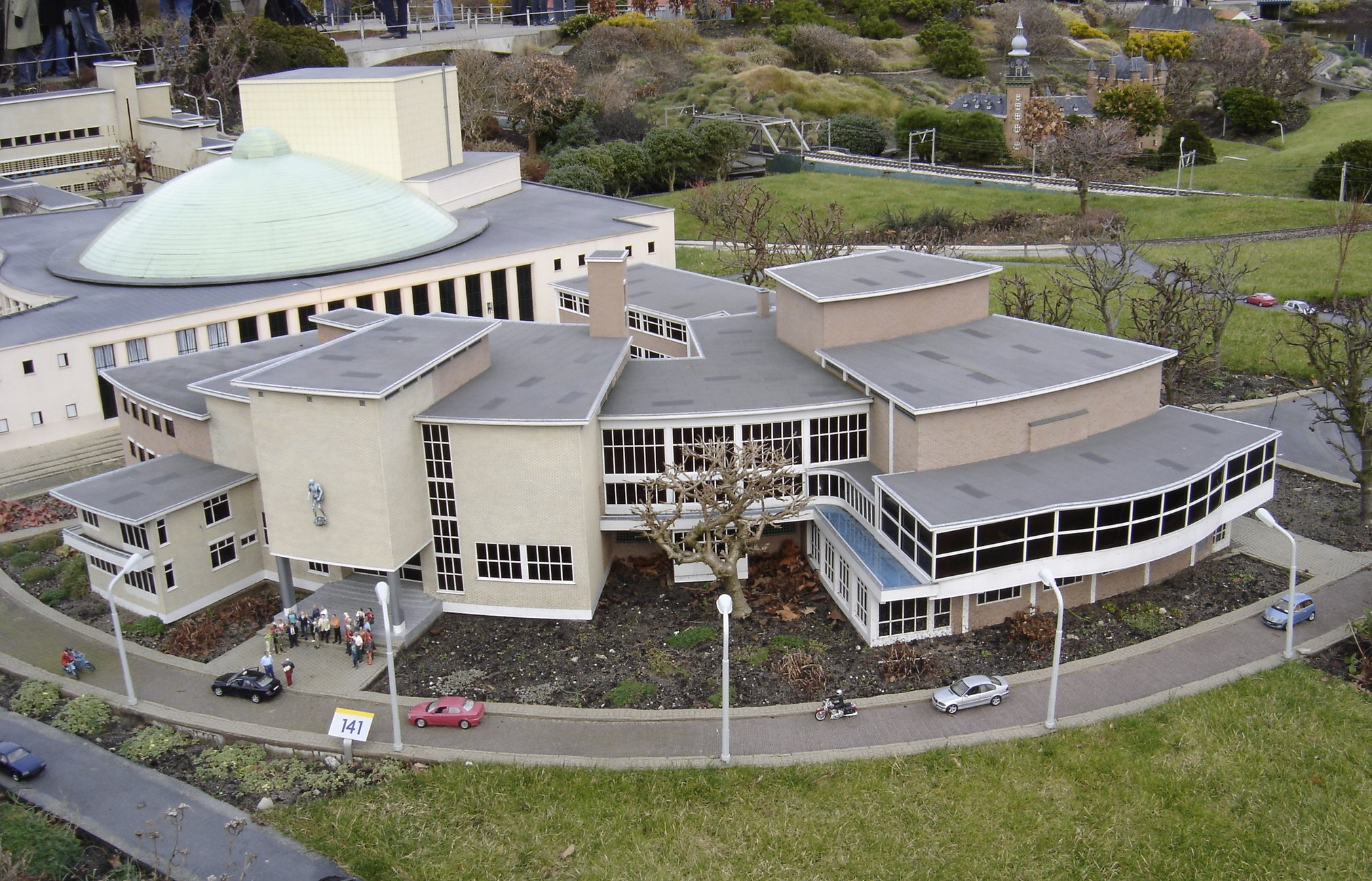
Estudios AVRO, sede del Festival de la Canción de Eurovisión 1958

El III Festival de la Canción de Eurovisión tuvo lugar el 12 de marzo de 1958 en Hilversum, Países Bajos. Con Hannie Lips como presentadora, el vencedor fue el representante francés André Claveau con la canción «Dors, mon amour» («Duerme, mi amor»).
Por primera vez en la historia del festival, el ganador de la edición anterior organizaba la edición presente. Para la ocasión, el lugar estaba decorado con miles de tulipanes.
Debido a un fallo en la red de Eurovisión al principio del festival, la canción italiana, interpretada en primer lugar, no se pudo ver en algunos países por lo que, una vez que todos los temas habían sido interpretados, Domenico Modugno tuvo que interpretarla nuevamente. Al igual que en 1957, los jurados no se encontraban junto al escenario. Cada uno de ellos estaba en su país de origen, y proporcionaba los votos vía telefónica.
A pesar de terminar en tercer lugar, la canción italiana «Nel Blu Dipinto Di Blu» de Domenico Modugno se convirtió en un éxito en todo el mundo y hasta la fecha, es una de las canciones más exitosas en la historia del Festival de Eurovisión, aunque es más conocida con el título de «Volare». Domenico incluso se las arregló para llegar al puesto N.º 1 en las listas de los Estados Unidos de América con su canción y también fue galardonado con tres premios Grammy en 1959.
Los intervalos musicales de este año fueron interpretados por la Metropole Orkest, bajo la batuta del director de orquesta Dolf van der Linden.
A fecha de 2023, es la única edición en la que todos los participantes y presentadores ya han fallecido.

## Países participantes

### Canciones y selección
| País y TV               | Título original de la canción      | Artista           | Proceso y fecha de selección |
| País y TV               | Traducción al español              | Idiomas           | Proceso y fecha de selección |
| ----------------------- | ---------------------------------- | ----------------- | ---------------------------- |
| Alemania Occidental ARD | «Für zwei Groschen Musik»          | Margot Hielscher  | Final nacional, 20-01-1958   |
| Alemania Occidental ARD | Música por dos peniques            | Alemán            | Final nacional, 20-01-1958   |
| Austria ORF             | «Die ganze Welt braucht Liebe»     | Liane Augustin    | Elección interna             |
| Austria ORF             | El mundo entero necesita amor      | Alemán            | Elección interna             |
| Bélgica -               | «Ma Petite Chatte»                 | Fud Leclerc       | Final nacional               |
| Bélgica -               | Mi gatita                          | Francés           | Final nacional               |
| Dinamarca DR            | «Jeg rev et blad ud af min dagbog» | Raquel Rastenni   | Final nacional 16-02-1958    |
| Dinamarca DR            | Arranqué una página de mi diario   | Danés             | Final nacional 16-02-1958    |
| Francia RTF             | «Dors, mon amour»                  | André Claveau     | Final nacional 07-02-1958    |
| Francia RTF             | Duerme, mi amor                    | Francés           | Final nacional 07-02-1958    |
| Italia RAI              | «Nel blu dipinto di blu (Volare)»  | Domenico Modugno  | Festival de San Remo 1958    |
| Italia RAI              | En el cielo pintado de azul        | Italiano          | Festival de San Remo 1958    |
| Luxemburgo CTL          | «Un grand amour»                   | Solange Berry     | Elección interna             |
| Luxemburgo CTL          | Un gran amor                       | Francés           | Elección interna             |
| Países Bajos -          | «Heel de Wereld»                   | Corry Brokken     | Final nacional 11-02-1958    |
| Países Bajos -          | Todo el mundo                      | Neerlandés        | Final nacional 11-02-1958    |
| Suecia SR               | «Lilla Stjärna»                    | Alice Babs        | Elección interna             |
| Suecia SR               | Pequeña estrella                   | Sueco             | Elección interna             |
| Suiza SSR SRG           | «Giorgio»                          | Lys Assia         | Final nacional               |
| Suiza SSR SRG           | -                                  | Alemán e Italiano | Final nacional               |

### Directores de orquesta
- Italia - Alberto Semprini
- Países Bajos - Dolf van der Linden
- Francia - Franck Pourcel
- Luxemburgo - Dolf van der Linden
- Suecia - Dolf van der Linden
- Dinamarca - Kai Mortensen
- Bélgica - Dolf van der Linden
- Alemania Occidental - Dolf van der Linden
- Austria - Willy Fantl
- Suiza - Paul Burkhard[2]

## Resultados
Al principio de las votaciones, Suecia se puso primera, pero perdió muy pronto el primer puesto en favor de Francia, que lideró la votación a partir del segundo turno, aunque Italia le siguió de cerca, al menos al principio, antes de que el francés cogiese mayor ventaja. Suiza, representada otra vez por Lys Assia aunque quedó segunda, no sobresalió en la clasificación, ya que sus mejores puntuaciones las recibió al final, cuando ya la ventaja de Francia era importante.
| N.º | País                | Intérprete       | Canción                            | Lugar | Pts. |
| --- | ------------------- | ---------------- | ---------------------------------- | ----- | ---- |
| 01  | Italia              | Domenico Modugno | «Nel blu Dipinto di blu»           | 3     | 13   |
| 02  | Países Bajos        | Corry Brokken    | «Heel de Wereld»                   | 9     | 1    |
| 03  | Francia             | André Claveau    | «Dors, mon amour»                  | 1     | 27   |
| 04  | Luxemburgo          | Solange Berry    | «Un Grand Amour»                   | 9     | 1    |
| 05  | Suecia              | Alice Babs       | «Lilla Stjärna»                    | 4     | 10   |
| 06  | Dinamarca           | Raquel Rastenni  | «Jeg rev et blad ud af min Dagbog» | 8     | 3    |
| 07  | Bélgica             | Fud Leclerc      | «Ma Petite Chatte»                 | 5     | 8    |
| 08  | Alemania Occidental | Margot Hielscher | «Für zwei Groschen Musik»          | 7     | 5    |
| 09  | Austria             | Liane Augustin   | «Die ganze Welt braucht Liebe»     | 5     | 8    |
| 10  | Suiza               | Lys Assia        | «Giorgio»                          | 2     | 24   |

## Tabla de votos
|               |                     | Jurados                     | Jurados            | Jurados               | Jurados           | Jurados              | Jurados            | Jurados                        | Jurados            | Jurados          | Jurados | Jurados |
| Total         | Bandera de Italia   | Bandera de los Países Bajos | Bandera de Francia | Bandera de Luxemburgo | Bandera de Suecia | Bandera de Dinamarca | Bandera de Bélgica | Bandera de Alemania Occidental | Bandera de Austria | Bandera de Suiza |         |         |
| ------------- | ------------------- | --------------------------- | ------------------ | --------------------- | ----------------- | -------------------- | ------------------ | ------------------------------ | ------------------ | ---------------- | ------- | ------- |
| Participantes | Italia              | 13                          |                    | 1                     | 1                 | 0                    | 1                  | 0                              | 4                  | 4                | 1       | 1       |
| Participantes | Países Bajos        | 1                           | 0                  |                       | 0                 | 0                    | 0                  | 0                              | 0                  | 0                | 0       | 1       |
| Participantes | Francia             | 27                          | 6                  | 0                     |                   | 1                    | 1                  | 9                              | 1                  | 1                | 7       | 1       |
| Participantes | Luxemburgo          | 1                           | 0                  | 0                     | 0                 |                      | 0                  | 0                              | 0                  | 0                | 0       | 1       |
| Participantes | Suecia              | 10                          | 0                  | 2                     | 0                 | 3                    |                    | 0                              | 1                  | 0                | 1       | 3       |
| Participantes | Dinamarca           | 3                           | 0                  | 1                     | 1                 | 0                    | 1                  |                                | 0                  | 0                | 0       | 0       |
| Participantes | Bélgica             | 8                           | 0                  | 0                     | 0                 | 0                    | 1                  | 1                              |                    | 5                | 0       | 1       |
| Participantes | Alemania Occidental | 5                           | 0                  | 0                     | 2                 | 0                    | 1                  | 0                              | 1                  |                  | 1       | 0       |
| Participantes | Austria             | 8                           | 0                  | 0                     | 3                 | 1                    | 1                  | 0                              | 1                  | 0                |         | 2       |
| Participantes | Suiza               | 24                          | 4                  | 6                     | 3                 | 5                    | 4                  | 0                              | 2                  | 0                | 0       |         |

### Comentaristas
- Austria - Peter Alexander (ORF)
- Bélgica - Arlette Vincent (INR), Nand Baert (NIR)
- Dinamarca - Gunnar Hansen (Statsradiofonien TV)
- Francia - Pierre Tchernia[3] (RTF)
- Alemania Occidental - Wolf Mittler (Deutsches Fernsehen)
- Italia - Bianca Maria Piccinino (Programma Nazionale)
- Luxemburgo - Jacques Navadic (Télé-Luxembourg)
- Países Bajos - Siebe van der Zee[4] (NTS)
- Suecia - Jan Gabrielsson (Sveriges Radio-TV)[5]
- Suiza - Theodor Haller (TV DRS), Georges Hardy (TSR)
- Reino Unido (País no participante) - Peter Haigh (BBC Television Service), Tom Sloan (BBC Light Programme)